# Rhododendron xichangense
Rhododendron xichangense är en ljungväxtart som beskrevs av Z.J. Zhao. Rhododendron xichangense ingår i släktet rododendron, och familjen ljungväxter. Inga underarter finns listade i Catalogue of Life.